# Osram
Osram er både et varemærke for lyspærer, lysstofrør og andre belysningsprodukter og et firmanavn for en tysk producent af samme varer og for flere underselskaber af den tyske producent. Osram er ved siden af Philips verdens største lyspæremærke. Efter betydelige frasalg var der 26.200 medarbejdere per 30. september 2018 og 3,5 milliarder € (cirka 26 mia. DKK) i omsætning i 2018/19.
Betegnelsen osram blev registreret som varemærke allerede i 1902 og er et portmanteau-ord sat sammen af navnene osmium og wolfram, grundstoffer som anvendes til glødetråde i glødelamper.

## Osram GmbH
Osram GmbH blev dannet i 1919 da industriselskaberne  AEG, Siemens & Halske og Deutsche Gasglühlicht slog deres produktion af glødelamper sammen. Selskabet har siden 1978 været et datterselskab af Siemens AG. Osram GmbH har hovedkontor i München. Selskabet omsatte for 26 milliarder kroner i 2018/19. Den tyske selskabsbetegnelse GmbH betyder Gesellschaft mit beschränkter Haftung, det vil sige «selskab med begrænsede hæftelser».

## Osramhuset i København
Fra 1953 til 1980 havde Osram dansk hovedsæde på Valhalsgade på Nørrebro i København. Huset har siden en renovering i 2009 fungeret som kommunalt kultur- og medborgerhus, men bærer stadig det karakteristiske Osram-logo over indgangspartiet. 